# Giải bóng chuyền vô địch quốc gia Việt Nam 2023
Giải bóng chuyền vô địch quốc gia Việt Nam 2023 là mùa giải thứ 20 của Giải bóng chuyền vô địch quốc gia Việt Nam. Giải bóng chuyền vô địch quốc gia Việt Nam 2023 (giải bóng chuyền VĐQG 2023) được thay đổi thể thức thi đấu để hướng tới chuẩn thi đấu quốc tế và thu hút khán giả hơn. Kết thúc mùa giải đã tìm ra các đội vô địch là đội Nam Sanest Khánh Hòa và Nữ Ninh Bình LP Bank.

## Danh sách các đội tham dự
Giải bóng chuyền VĐQG 2023 có 20 đội tham dự (gồm 18 đội thi đấu ở giải VĐQG 2022 và 02 đội thăng hạng từ giải bóng chuyền hạng A năm 2022), cụ thể theo kết quả thứ hạng Giải bóng chuyền vô địch quốc gia Việt Nam 2022 Nam là: Ninh Bình LVPB, Sanest Khánh Hòa, Hà Nội, VLXD Bình Dương, Biên Phòng, Hà Tĩnh, TP. Hồ Chí Minh, Thể Công, Lavie Long An và tân binh Đà Nẵng. Thứ tự của Nữ là: Geleximco Thái Bình, HCĐG Tia Sáng, VTV Bình Điền Long An, Ninh Bình LVPB, Bộ Tư lệnh Thông tin, Than Quảng Ninh, Ngân hàng Công Thương, Hà Phú Thanh Hóa, Kinh Bắc Bắc Ninh và tân binh TP. Hồ Chí Minh.
Kết quả bốc thăm ngày 28/11/2022
- Bảng A Nam: Sanest Khánh Hòa, Hà Nội, Hà Tĩnh, TP. Hồ Chí Minh, Đà Nẵng.
- Bảng B Nam: Ninh Bình LVPB, VLXD Bình Dương, Biên Phòng, Thể Công, Lavie Long An.
- Bảng A Nữ: Kinh Bắc Bắc Ninh, Geleximco Thái Bình, Ninh Bình LVPB, Than Quảng Ninh, Ngân hàng Công Thương.
- Bảng B Nữ: HCĐG Tia Sáng, VTV Bình Điền Long An, Bộ Tư lệnh Thông tin, Hà Phú Thanh Hóa, TP. Hồ Chí Minh.

## Phương án, kế hoạch tổ chức

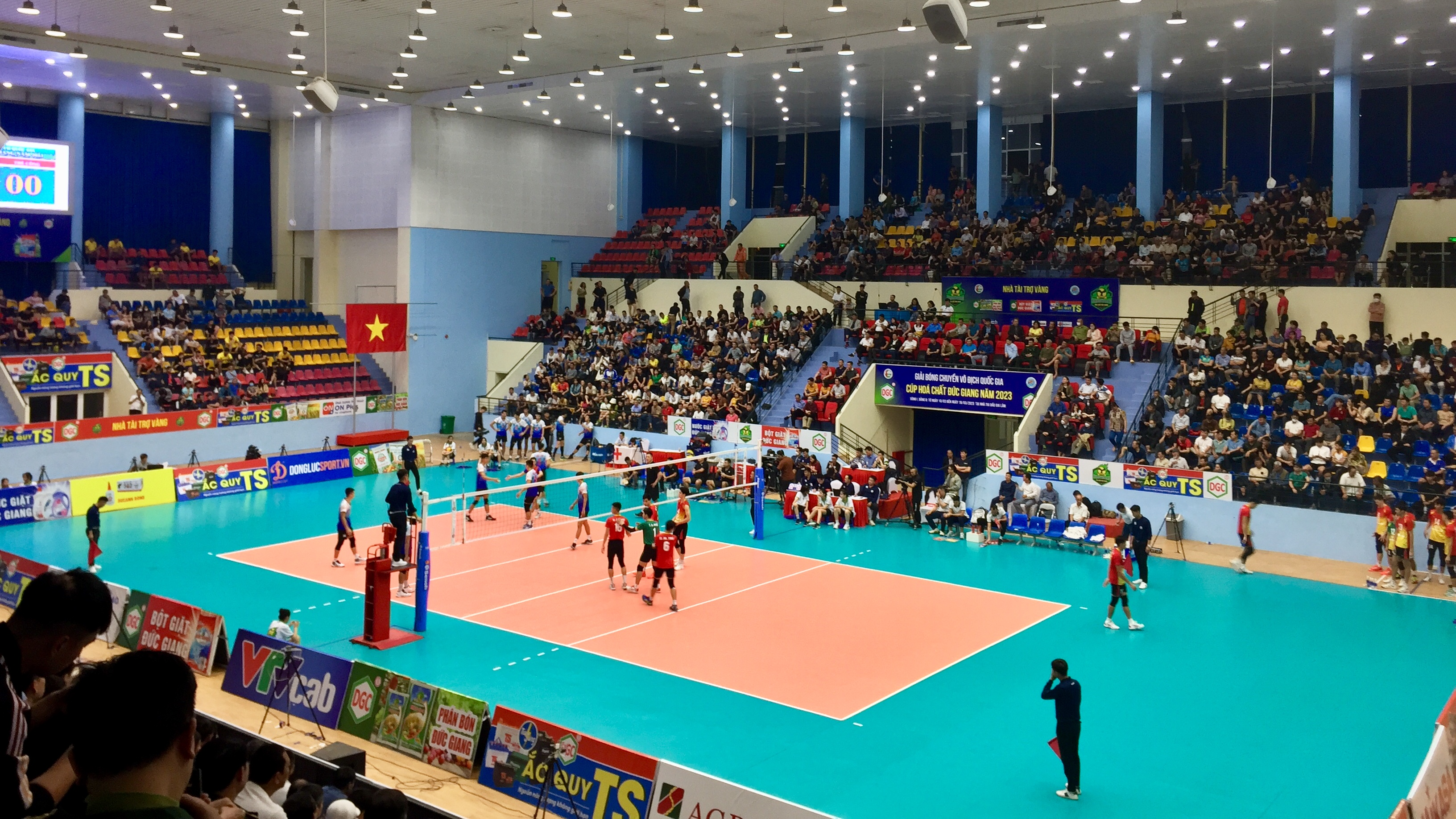
Nhà thi đấu huyện Gia Lâm tổ chức các trận đấu bảng B

Giải bóng chuyền VĐQG 2023 cúp Hóa chất Đức Giang khác với những năm gần đây là giải sẽ có thay đổi về khâu tổ chức khi diễn ra 3 vòng gồm vòng 1, vòng 2 và vòng Chung kết.
- Vòng 1: Từ ngày 24/2 đến ngày 19/3/2023.[3]
  - Bảng A tại Bắc Ninh: Từ ngày 24/2 đến ngày 5/3/2023.
  - Bảng B tại Gia Lâm – Hà Nội: Từ ngày 10/3 đến ngày 19/3/2023.

Theo kế hoạch ban đầu
- Vòng 2: từ ngày 3/11 đến ngày 26/11/2023.
  - Bảng C tại Đắk Nông: Từ ngày 3/11 đến ngày 12/11/2023.
  - Bảng D tại Gia Lai: Từ ngày 17/11 đến ngày 26/11/2023.
- Vòng chung kết - xếp hạng:
  - Chung kết, xếp hạng nữ tại Quảng Nam: Từ ngày 14/12 đến ngày 17/12/2023.
  - Chung kết, xếp hạng nam tại Khánh Hòa: Từ ngày 21/12 đến ngày 24/12/2023.

Tuy nhiên, do đội tuyển bóng chuyền nữ quốc gia (dưới tên Sport Center 1) bận tham dự giải bóng chuyền các câu lạc bộ nữ vô địch thế giới 2023 từ ngày 11 đến 17/12 tại Trung Quốc - hoàn toàn trùng lịch với vòng Chung kết, xếp hạng nữ - nên lịch thi đấu vòng 2 và vòng Chung kết, xếp hạng nữ gần như chắc chắn sẽ thay đổi, nhằm tạo điều kiện cho Sport Center 1 tham dự giải đấu tại Trung Quốc. Tuy nhiên các giải đấu của đội tuyển bóng chuyền nam/nữ diễn ra dày đặc trong năm 2023 khiến việc sắp xếp lịch phần nào gặp khó khăn, vì vậy đến ngày 27 tháng 5 Liên đoàn mới chốt cụ thể lịch mới. Theo đó:
- Vòng 2 diễn ra từ ngày 3/11 đến ngày 12/11/2023 tại Đắk Nông (bảng C nam và bảng D nữ) và Đà Nẵng (bảng D nam và bảng C nữ).[4]
- Vòng chung kết - xếp hạng từ ngày 16/11 đến ngày 19/11/2023 tại Khánh Hòa (nam) và Quảng Nam (nữ).

Về thể thức thi đấu
- Vòng 1: Căn cứ vào kết quả thi đấu giải Vô địch Quốc gia và giải hạng A năm 2022, các đội bốc thăm chia bảng A và B theo cặp (1-2; 3-4; 5-6; 7-8; 9-Đội nhất Giải hạng A và bốc thăm chọn mã số, thi đấu vòng tròn một lượt tính điểm theo mã số xoay vòng và chọn ra các đội nhất, nhì ở 2 bảng để tham dự cúp Hùng Vương.
- Vòng 2: Các đội 1A, 2B, 3A, 4B và 5A (tạo thành bảng C); 1B, 2A, 3B, 4A và 5B (tạo thành bảng D). Các đội thi đấu vòng tròn một lượt. Thứ hạng các đội được tính theo từng bảng từ 1 đến 5 thông qua kết quả của 2 vòng (Vòng 1 và Vòng 2).
- Sau khi kết thúc vòng bảng (Vòng 1 và Vòng 2), 2 đội xếp hạng 5 của bảng C, D xuống thi đấu giải Hạng A năm 2024.
- Vòng chung kết - xếp hạng: Căn cứ kết quả thi đấu tại 2 bảng C, D, các đội đấu chéo theo mã số, xếp hạng từ 1 đến 8.

## Danh sách ngoại binh thi đấu
Mỗi CLB được phép đăng ký 2 ngoại binh trong danh sách, tuy nhiên chỉ 1 ngoại binh được thi đấu trên sân trong mỗi thời điểm của trận đấu.

### Danh sách Nam
| Câu lạc bộ       | Vòng 1 + cúp Hùng Vương | Vòng 2 + vòng chung kết - xếp hạng  |
| ---------------- | ----------------------- | ----------------------------------- |
| Ninh Bình LVPB   | Andrei Vasilenko        | Anut Promchan                       |
| Sanest Khánh Hòa | Douglas Bueno           | Douglas Bueno Evandro Dias de Souza |
| Hà Nội           |                         |                                     |
| VLXD Bình Dương  |                         |                                     |
| Biên Phòng       | Wanchai Tabwises        | Jakkrit Thanomnoi                   |
| Hà Tĩnh          | Assanaphan Chantajorn   | Assanaphan Chantajorn               |
| TP. Hồ Chí Minh  |                         |                                     |
| Thể Công         | Kittithad Nuwaddee      | Kittithad Nuwaddee                  |
| Lavie Long An    | Voeurn Veasna           | Kuon Mom                            |
| Đà Nẵng          |                         | Thanathat Thaweerat                 |

### Danh sách Nữ
| Câu lạc bộ            | Vòng 1 + cúp Hùng Vương                   | Vòng 2 + vòng chung kết - xếp hạng |
| --------------------- | ----------------------------------------- | ---------------------------------- |
| Geleximco Thái Bình   | Sasipapron Janthawisut Warisara Seetaloed | Lana Ščuka Natthimar Kubkaew       |
| HCĐG Tia Sáng         | Tichaya Boonlert Kannika Thipachot        | Tichaya Boonlert Polina Rahimova   |
| VTV Bình Điền Long An |                                           | Odina Aliyeva                      |
| Ninh Bình LVPB        | Wipawee Srithong                          | Darin Pinsuwan                     |
| Bộ Tư lệnh Thông tin  |                                           | Slavina Koleva                     |
| Than Quảng Ninh       | Pinyada Thopo                             | Onuma Sittirak                     |
| Ngân hàng Công Thương | Kanjana Kuthaisong                        | Bogdana Anisova                    |
| Hà Phú Thanh Hóa      | Lara Vukasović                            | Sana Anarkulova Ayumi Nakamura     |
| Kinh Bắc Bắc Ninh     | Aimi Tsuzuki Erika Takamiya               | Caroline Livingston                |
| TP. Hồ Chí Minh       |                                           | Gina Mambrú                        |

## Kết quả thi đấu vòng 1
|  | Đội lọt vào bảng C ở vòng 2 |
|  | Đội lọt vào bảng D ở vòng 2 |

### Bảng A Nam (tại Bắc Ninh)
|      |                  | Trận đấu | Trận đấu | Điểm | Set | Set | Set   | Điểm | Điểm | Điểm  |
| Hạng | Đội              | T        | B        | Điểm | T   | B   | Tỉ lệ | T    | B    | Tỉ lệ |
| ---- | ---------------- | -------- | -------- | ---- | --- | --- | ----- | ---- | ---- | ----- |
| 1    | Sanest Khánh Hòa | 4        | 0        | 11   | 12  | 3   | 4.000 | 353  | 310  | 1.139 |
| 2    | Đà Nẵng          | 2        | 2        | 7    | 8   | 6   | 1.333 | 321  | 312  | 1.029 |
| 3    | Hà Tĩnh          | 2        | 2        | 6    | 8   | 8   | 1.000 | 351  | 343  | 1.023 |
| 4    | Hà Nội           | 2        | 2        | 6    | 7   | 7   | 1.000 | 325  | 322  | 1.009 |
| 5    | TP. Hồ Chí Minh  | 0        | 4        | 0    | 1   | 12  | 0.083 | 266  | 329  | 0.809 |

| Ngày       | Thời gian |                  | Điểm |                  | Set 1 | Set 2 | Set 3 | Set 4 | Set 5 | Tổng    | Nguồn     |
| ---------- | --------- | ---------------- | ---- | ---------------- | ----- | ----- | ----- | ----- | ----- | ------- | --------- |
| 24 tháng 2 | 17:00     | TP. Hồ Chí Minh  | 1–3  | Hà Nội           | 20–25 | 25–22 | 28–30 | 19–25 |       | 92–102  | Trực tiếp |
| 25 tháng 2 | 12:30     | Hà Tĩnh          | 2–3  | Sanest Khánh Hòa | 25–17 | 19–25 | 25–23 | 22–25 | 13–15 | 104–105 | Trực tiếp |
| 25 tháng 2 | 20:00     | Hà Nội           | 0–3  | Đà Nẵng          | 21–25 | 18–25 | 22–25 |       |       | 61–75   | Trực tiếp |
| 26 tháng 2 | 12:30     | Sanest Khánh Hòa | 3–0  | TP. Hồ Chí Minh  | 25–22 | 25–20 | 25–12 |       |       | 75–54   | Trực tiếp |
| 26 tháng 2 | 20:00     | Đà Nẵng          | 2–3  | Hà Tĩnh          | 25–22 | 16–25 | 27–25 | 23–25 | 13–15 | 104–112 | Trực tiếp |
| 28 tháng 2 | 20:00     | Hà Tĩnh          | 3–0  | TP. Hồ Chí Minh  | 25–21 | 25–20 | 25–18 |       |       | 75–59   | Trực tiếp |
| 2 tháng 3  | 20:00     | Sanest Khánh Hòa | 3–1  | Hà Nội           | 25–21 | 25–20 | 20–25 | 25–21 |       | 95–87   | Trực tiếp |
| 3 tháng 3  | 17:30     | TP. Hồ Chí Minh  | 0–3  | Đà Nẵng          | 25–27 | 20–25 | 16–25 |       |       | 61–77   | Trực tiếp |
| 4 tháng 3  | 15:00     | Hà Nội           | 3–0  | Hà Tĩnh          | 25–23 | 25–19 | 25–18 |       |       | 75–60   | Trực tiếp |
| 5 tháng 3  | 15:00     | Đà Nẵng          | 0–3  | Sanest Khánh Hòa | 19–25 | 20–25 | 26–28 |       |       | 65–78   | Trực tiếp |

### Bảng B Nam (tại Hà Nội)
|      |                 | Trận đấu | Trận đấu | Điểm | Set | Set | Set   | Điểm | Điểm | Điểm  |
| Hạng | Đội             | T        | B        | Điểm | T   | B   | Tỉ lệ | T    | B    | Tỉ lệ |
| ---- | --------------- | -------- | -------- | ---- | --- | --- | ----- | ---- | ---- | ----- |
| 1    | Biên Phòng      | 4        | 0        | 12   | 12  | 3   | 4.000 | 371  | 300  | 1.237 |
| 2    | Thể Công        | 3        | 1        | 9    | 10  | 4   | 2.500 | 340  | 320  | 1.063 |
| 3    | Ninh Bình LVPB  | 2        | 2        | 5    | 8   | 9   | 0.889 | 375  | 390  | 0.962 |
| 4    | Lavie Long An   | 1        | 3        | 3    | 6   | 11  | 0.545 | 344  | 384  | 0.896 |
| 5    | VLXD Bình Dương | 0        | 4        | 1    | 3   | 12  | 0.250 | 325  | 361  | 0.900 |

| Ngày       | Thời gian |                 | Điểm |                 | Set 1 | Set 2 | Set 3 | Set 4 | Set 5 | Tổng    | Nguồn     |
| ---------- | --------- | --------------- | ---- | --------------- | ----- | ----- | ----- | ----- | ----- | ------- | --------- |
| 10 tháng 3 | 16:30     | VLXD Bình Dương | 0–3  | Thể Công        | 20–25 | 26–28 | 22–25 |       |       | 68–78   | Trực tiếp |
| 11 tháng 3 | 12:30     | Lavie Long An   | 2–3  | Ninh Bình LVPB  | 20–25 | 19–25 | 25–22 | 25–20 | 13–15 | 102–107 | Trực tiếp |
| 11 tháng 3 | 20:00     | Thể Công        | 1–3  | Biên Phòng      | 27–25 | 22–25 | 19–25 | 23–25 |       | 91–100  | Trực tiếp |
| 12 tháng 3 | 12:30     | Ninh Bình LVPB  | 3–1  | VLXD Bình Dương | 25–22 | 22–25 | 28–26 | 25–23 |       | 100–96  | Trực tiếp |
| 12 tháng 3 | 20:00     | Biên Phòng      | 3–1  | Lavie Long An   | 22–25 | 25–15 | 25–18 | 25–20 |       | 97–78   | Trực tiếp |
| 14 tháng 3 | 20:00     | Lavie Long An   | 3–2  | VLXD Bình Dương | 25–22 | 19–25 | 22–25 | 25–23 | 15–9  | 106–104 | Trực tiếp |
| 16 tháng 3 | 20:00     | Ninh Bình LVPB  | 1–3  | Thể Công        | 20–25 | 26–28 | 25–17 | 23–25 |       | 94–95   | Trực tiếp |
| 17 tháng 3 | 17:30     | VLXD Bình Dương | 0–3  | Biên Phòng      | 18–25 | 14–25 | 25–27 |       |       | 57–77   | Trực tiếp |
| 18 tháng 3 | 15:00     | Thể Công        | 3–0  | Lavie Long An   | 25–19 | 26–24 | 25–15 |       |       | 76–58   | Trực tiếp |
| 19 tháng 3 | 15:00     | Biên Phòng      | 3–1  | Ninh Bình LVPB  | 25–14 | 22–25 | 25–16 | 25–19 |       | 97–74   | Trực tiếp |

### Bảng A Nữ (tại Bắc Ninh)
|      |                       | Trận đấu | Trận đấu | Điểm | Set | Set | Set    | Điểm | Điểm | Điểm  |
| Hạng | Đội                   | T        | B        | Điểm | T   | B   | Tỉ lệ  | T    | B    | Tỉ lệ |
| ---- | --------------------- | -------- | -------- | ---- | --- | --- | ------ | ---- | ---- | ----- |
| 1    | Ninh Bình LVPB        | 4        | 0        | 12   | 12  | 1   | 12.000 | 335  | 254  | 1.319 |
| 2    | Than Quảng Ninh       | 3        | 1        | 8    | 9   | 5   | 1.800  | 296  | 285  | 1.039 |
| 3    | Geleximco Thái Bình   | 2        | 2        | 5    | 6   | 8   | 0.750  | 307  | 295  | 1.041 |
| 4    | Kinh Bắc Bắc Ninh     | 1        | 3        | 3    | 4   | 10  | 0.400  | 279  | 348  | 0.802 |
| 5    | Ngân hàng Công Thương | 0        | 4        | 2    | 5   | 12  | 0.417  | 334  | 369  | 0.905 |

| Ngày       | Thời gian |                       | Điểm |                       | Set 1 | Set 2 | Set 3 | Set 4 | Set 5 | Tổng    | Nguồn     |
| ---------- | --------- | --------------------- | ---- | --------------------- | ----- | ----- | ----- | ----- | ----- | ------- | --------- |
| 24 tháng 2 | 20:00     | Ngân hàng Công Thương | 1–3  | Kinh Bắc Bắc Ninh     | 20–25 | 23–25 | 25–14 | 20–25 |       | 88–89   | Trực tiếp |
| 25 tháng 2 | 15:00     | Geleximco Thái Bình   | 0–3  | Ninh Bình LVPB        | 21–25 | 23–25 | 17–25 |       |       | 61–75   | Trực tiếp |
| 26 tháng 2 | 15:00     | Than Quảng Ninh       | 3–2  | Ngân hàng Công Thương | 22–25 | 9–25  | 25–19 | 25–11 | 15–9  | 96–89   | Trực tiếp |
| 27 tháng 2 | 20:00     | Kinh Bắc Bắc Ninh     | 0–3  | Geleximco Thái Bình   | 16–25 | 16–25 | 9–25  |       |       | 41–75   | Trực tiếp |
| 1 tháng 3  | 20:00     | Ninh Bình LVPB        | 3–0  | Than Quảng Ninh       | 25–17 | 25–17 | 25–16 |       |       | 75–50   | Trực tiếp |
| 3 tháng 3  | 20:00     | Than Quảng Ninh       | 3–0  | Geleximco Thái Bình   | 25–22 | 25–18 | 25–22 |       |       | 75–62   | Trực tiếp |
| 4 tháng 3  | 12:30     | Ninh Bình LVPB        | 3–1  | Kinh Bắc Bắc Ninh     | 25–14 | 25–20 | 35–37 | 25–19 |       | 110–90  | Trực tiếp |
| 4 tháng 3  | 20:00     | Geleximco Thái Bình   | 3–2  | Ngân hàng Công Thương | 21–25 | 25–22 | 25–22 | 23–25 | 15–10 | 109–104 | Trực tiếp |
| 5 tháng 3  | 12:30     | Kinh Bắc Bắc Ninh     | 0–3  | Than Quảng Ninh       | 19–25 | 20–25 | 20–25 |       |       | 59–75   | Trực tiếp |
| 5 tháng 3  | 20:00     | Ngân hàng Công Thương | 0–3  | Ninh Bình LVPB        | 23–25 | 20–25 | 10–25 |       |       | 53–75   | Trực tiếp |

### Bảng B Nữ (tại Hà Nội)
|      |                       | Trận đấu | Trận đấu | Điểm | Set | Set | Set    | Điểm | Điểm | Điểm  |
| Hạng | Đội                   | T        | B        | Điểm | T   | B   | Tỉ lệ  | T    | B    | Tỉ lệ |
| ---- | --------------------- | -------- | -------- | ---- | --- | --- | ------ | ---- | ---- | ----- |
| 1    | HCĐG Tia Sáng         | 4        | 0        | 12   | 12  | 1   | 12.000 | 318  | 234  | 1.359 |
| 2    | Bộ Tư lệnh Thông tin  | 3        | 1        | 9    | 9   | 3   | 3.000  | 284  | 210  | 1.352 |
| 3    | VTV Bình Điền Long An | 2        | 2        | 6    | 7   | 8   | 0.875  | 325  | 338  | 0.962 |
| 4    | TP. Hồ Chí Minh       | 1        | 3        | 3    | 4   | 10  | 0.400  | 267  | 348  | 0.767 |
| 5    | Hà Phú Thanh Hóa      | 0        | 4        | 0    | 2   | 12  | 0.167  | 287  | 351  | 0.818 |

| Ngày       | Thời gian |                       | Điểm |                       | Set 1 | Set 2 | Set 3 | Set 4 | Set 5 | Tổng    | Nguồn     |
| ---------- | --------- | --------------------- | ---- | --------------------- | ----- | ----- | ----- | ----- | ----- | ------- | --------- |
| 10 tháng 3 | 20:00     | TP. Hồ Chí Minh       | 0–3  | HCĐG Tia Sáng         | 7–25  | 15–25 | 17–25 |       |       | 39–75   | Trực tiếp |
| 11 tháng 3 | 15:00     | Bộ Tư lệnh Thông tin  | 3–0  | VTV Bình Điền Long An | 25–15 | 25–15 | 25–14 |       |       | 75–44   | Trực tiếp |
| 12 tháng 3 | 15:00     | Hà Phú Thanh Hóa      | 1–3  | TP. Hồ Chí Minh       | 25–21 | 28–30 | 23–25 | 26–28 |       | 102–104 | Trực tiếp |
| 13 tháng 3 | 20:00     | HCĐG Tia Sáng         | 3–0  | Bộ Tư lệnh Thông tin  | 26–24 | 25–21 | 25–14 |       |       | 76–59   | Trực tiếp |
| 15 tháng 3 | 20:00     | VTV Bình Điền Long An | 3–1  | Hà Phú Thanh Hóa      | 25–19 | 26–24 | 21–25 | 25–22 |       | 97–90   | Trực tiếp |
| 17 tháng 3 | 20:00     | Hà Phú Thanh Hóa      | 0–3  | Bộ Tư lệnh Thông tin  | 17–25 | 11–25 | 19–25 |       |       | 47–75   | Trực tiếp |
| 18 tháng 3 | 12:30     | VTV Bình Điền Long An | 1–3  | HCĐG Tia Sáng         | 25–17 | 22–25 | 21–25 | 20–25 |       | 88–92   | Trực tiếp |
| 18 tháng 3 | 20:00     | Bộ Tư lệnh Thông tin  | 3–0  | TP. Hồ Chí Minh       | 25–12 | 25–16 | 25–15 |       |       | 75–43   | Trực tiếp |
| 19 tháng 3 | 12:30     | HCĐG Tia Sáng         | 3–0  | Hà Phú Thanh Hóa      | 25–13 | 25–13 | 25–22 |       |       | 75–48   | Trực tiếp |
| 19 tháng 3 | 20:00     | TP. Hồ Chí Minh       | 1–3  | VTV Bình Điền Long An | 23–25 | 12–25 | 25–21 | 21–25 |       | 81–96   | Trực tiếp |

## Cúp Hùng Vương 2023
Kết thúc vòng 1, ở nội dung của nam, 4 đội bóng gồm Sanest Khánh Hòa (nhất bảng A), Đà Nẵng (nhì bảng A), Biên Phòng (nhất bảng B) và Thể Công Tân Cảng (nhì bảng B) giành quyền tham dự cúp Hùng Vương 2023. Ở nội dung của nữ 4 cái tên tham dự cúp Hùng Vương là Ninh Bình LVPB (nhất bảng A), Than Quảng Ninh (nhì bảng A), HCĐG Tia Sáng (nhất bảng B) và Bộ Tư lệnh Thông tin (nhì bảng B). Cúp Hùng Vương 2023 diễn ra nhà thi đấu Việt Trì tỉnh Phú Thọ từ ngày 23/3 đến 26/3. Kết quả của Cúp Hùng Vương không ảnh hưởng đến thứ hạng các đội tại giải VĐQG.

### Kết quả Nam
|  | Bán kết           | Bán kết    |                   |   | Chung kết | Chung kết |
|  |                   |            |                   |   |           |           |
|  | 23 tháng 3        |            |                   |   |           |           |
|  |                   |            |                   |   |           |           |
|  | Sanest Khánh Hòa  | 3          |                   |   |           |           |
|  | Sanest Khánh Hòa  | 3          | 26 tháng 3        |   |           |           |
|  | Thể Công Tân Cảng | 0          |                   |   |           |           |
|  | Thể Công Tân Cảng | 0          | Sanest Khánh Hòa  | 1 |           |           |
|  | 24 tháng 3        |            | Sanest Khánh Hòa  | 1 |           |           |
|  |                   | Biên Phòng | 3                 |   |           |           |
|  | Biên Phòng        | Biên Phòng | 3                 | 3 |           |           |
|  | Biên Phòng        |            |                   | 3 |           |           |
|  | Đà Nẵng           | 1          |                   |   |           |           |
|  | Đà Nẵng           | 1          | Trận tranh hạng 3 |   |           |           |
|  |                   |            |                   |   |           |           |
|  | 25 tháng 3        |            |                   |   |           |           |
|  |                   |            |                   |   |           |           |
|  | Thể Công Tân Cảng | 3          |                   |   |           |           |
|  | Thể Công Tân Cảng | 3          |                   |   |           |           |
|  | Đà Nẵng           | 0          |                   |   |           |           |

#### Bán kết Nam
| Ngày       | Thời gian |                  | Điểm |                   | Set 1 | Set 2 | Set 3 | Set 4 | Set 5 | Tổng   | Nguồn     |
| ---------- | --------- | ---------------- | ---- | ----------------- | ----- | ----- | ----- | ----- | ----- | ------ | --------- |
| 23 tháng 3 | 21:30     | Sanest Khánh Hòa | 3–0  | Thể Công Tân Cảng | 25–19 | 25–21 | 25–20 |       |       | 75–60  | Trực tiếp |
| 24 tháng 3 | 21:00     | Biên Phòng       | 3–1  | Đà Nẵng           | 25–16 | 28–30 | 25–19 | 25–13 |       | 103–78 | Trực tiếp |

#### Trận tranh hạng 3 Nam
| Ngày       | Thời gian |                   | Điểm |         | Set 1 | Set 2 | Set 3 | Set 4 | Set 5 | Tổng  | Nguồn     |
| ---------- | --------- | ----------------- | ---- | ------- | ----- | ----- | ----- | ----- | ----- | ----- | --------- |
| 25 tháng 3 | 19:00     | Thể Công Tân Cảng | 3–0  | Đà Nẵng | 25–16 | 25–15 | 25–23 |       |       | 75–54 | Trực tiếp |

#### Chung kết Nam
| Ngày       | Thời gian |                  | Điểm |            | Set 1 | Set 2 | Set 3 | Set 4 | Set 5 | Tổng  | Nguồn     |
| ---------- | --------- | ---------------- | ---- | ---------- | ----- | ----- | ----- | ----- | ----- | ----- | --------- |
| 26 tháng 3 | 21:00     | Sanest Khánh Hòa | 1–3  | Biên Phòng | 23–25 | 15–25 | 25–23 | 19–25 |       | 82–98 | Trực tiếp |

### Kết quả Nữ
|  | Bán kết              | Bán kết       |                   |   | Chung kết | Chung kết |
|  |                      |               |                   |   |           |           |
|  | 23 tháng 3           |               |                   |   |           |           |
|  |                      |               |                   |   |           |           |
|  | Ninh Bình LVPB       | 3             |                   |   |           |           |
|  | Ninh Bình LVPB       | 3             | 25 tháng 3        |   |           |           |
|  | Bộ Tư lệnh Thông tin | 2             |                   |   |           |           |
|  | Bộ Tư lệnh Thông tin | 2             | Ninh Bình LVPB    | 1 |           |           |
|  | 24 tháng 3           |               | Ninh Bình LVPB    | 1 |           |           |
|  |                      | HCĐG Tia Sáng | 3                 |   |           |           |
|  | HCĐG Tia Sáng        | HCĐG Tia Sáng | 3                 | 3 |           |           |
|  | HCĐG Tia Sáng        |               |                   | 3 |           |           |
|  | Than Quảng Ninh      | 0             |                   |   |           |           |
|  | Than Quảng Ninh      | 0             | Trận tranh hạng 3 |   |           |           |
|  |                      |               |                   |   |           |           |
|  | 26 tháng 3           |               |                   |   |           |           |
|  |                      |               |                   |   |           |           |
|  | Bộ Tư lệnh Thông tin | 3             |                   |   |           |           |
|  | Bộ Tư lệnh Thông tin | 3             |                   |   |           |           |
|  | Than Quảng Ninh      | 2             |                   |   |           |           |

#### Bán kết Nữ
| Ngày       | Thời gian |                | Điểm |                      | Set 1 | Set 2 | Set 3 | Set 4 | Set 5 | Tổng   | Nguồn     |
| ---------- | --------- | -------------- | ---- | -------------------- | ----- | ----- | ----- | ----- | ----- | ------ | --------- |
| 23 tháng 3 | 19:30     | Ninh Bình LVPB | 3–2  | Bộ Tư lệnh Thông tin | 25–10 | 19–25 | 25–20 | 19–25 | 15–7  | 103–87 | Trực tiếp |
| 24 tháng 3 | 19:00     | HCĐG Tia Sáng  | 3–0  | Than Quảng Ninh      | 25–18 | 25–16 | 25–20 |       |       | 75–54  | Trực tiếp |

#### Trận tranh hạng 3 Nữ
| Ngày       | Thời gian |                      | Điểm |                 | Set 1 | Set 2 | Set 3 | Set 4 | Set 5 | Tổng   | Nguồn     |
| ---------- | --------- | -------------------- | ---- | --------------- | ----- | ----- | ----- | ----- | ----- | ------ | --------- |
| 26 tháng 3 | 19:00     | Bộ Tư lệnh Thông tin | 3–2  | Than Quảng Ninh | 21–25 | 24–26 | 25–15 | 25–22 | 15–8  | 110–96 | Trực tiếp |

#### Chung kết Nữ
| Ngày       | Thời gian |                | Điểm |               | Set 1 | Set 2 | Set 3 | Set 4 | Set 5 | Tổng  | Nguồn     |
| ---------- | --------- | -------------- | ---- | ------------- | ----- | ----- | ----- | ----- | ----- | ----- | --------- |
| 25 tháng 3 | 21:00     | Ninh Bình LVPB | 1–3  | HCĐG Tia Sáng | 19–25 | 18–25 | 25–21 | 23–25 |       | 85–96 | Trực tiếp |

### Xếp hạng chung cuộc cúp Hùng Vương 2023
| \| Thứ hạng \| Giải Nam \| Giải Nữ \| \| -------- \| ----------------- \| -------------------- \| \| 1 \| Biên Phòng \| HCĐG Tia Sáng \| \| 2 \| Sanest Khánh Hòa \| Ninh Bình LVPB \| \| 3 \| Thể Công Tân Cảng \| Bộ Tư lệnh Thông tin \| \| 4 \| Đà Nẵng \| Than Quảng Ninh \| |                   |                      |
| Thứ hạng | Giải Nam          | Giải Nữ              |
| 1 | Biên Phòng        | HCĐG Tia Sáng        |
| 2 | Sanest Khánh Hòa  | Ninh Bình LVPB       |
| 3 | Thể Công Tân Cảng | Bộ Tư lệnh Thông tin |
| 4 | Đà Nẵng           | Than Quảng Ninh      |

## Xếp lại bảng đấu tại vòng 2
- Bảng C Nam: Sanest Khánh Hòa (1A), Thể Công Tân Cảng (2B), Hà Tĩnh (3A), Lavie Long An (4B), TP. Hồ Chí Minh (5A).
- Bảng D Nam: Biên Phòng (1B), Đà Nẵng (2A), Ninh Bình LP Bank (3B), Hà Nội (4A), VLXD Bình Dương (5B).
- Bảng C Nữ: Ninh Bình LP Bank (1A), BC Thông tin - TTBP (2B), Geleximco Thái Bình (3A), TP. Hồ Chí Minh (4B), Ngân hàng Công Thương (5A).
- Bảng D Nữ: HCĐG Tia Sáng (1B), Than Quảng Ninh (2A), VTV Bình Điền Long An (3B), Kinh Bắc Bắc Ninh (4A), XMLS Thanh Hóa (5B).

## Kết quả thi đấu vòng 2
|  | Đội lọt vào tứ kết |
|  | Đội xuống hạng     |

### Bảng C Nam (tại Đắk Nông)
|      |                   | Trận đấu | Trận đấu | Điểm | Set | Set | Set   | Điểm | Điểm | Điểm  |
| Hạng | Đội               | T        | B        | Điểm | T   | B   | Tỉ lệ | T    | B    | Tỉ lệ |
| ---- | ----------------- | -------- | -------- | ---- | --- | --- | ----- | ---- | ---- | ----- |
| 1    | Sanest Khánh Hòa  | 8        | 0        | 21   | 24  | 7   | 3.429 | 732  | 649  | 1.128 |
| 2    | Thể Công Tân Cảng | 6        | 2        | 19   | 21  | 8   | 2.625 | 691  | 644  | 1.073 |
| 3    | Hà Tĩnh           | 4        | 4        | 12   | 14  | 14  | 1.000 | 636  | 625  | 1.018 |
| 4    | Lavie Long An     | 1        | 7        | 4    | 8   | 23  | 0.348 | 634  | 721  | 0.879 |
| 5    | TP. Hồ Chí Minh   | 1        | 7        | 3    | 5   | 21  | 0.238 | 569  | 655  | 0.869 |

| Ngày        | Thời gian |                   | Điểm |                   | Set 1 | Set 2 | Set 3 | Set 4 | Set 5 | Tổng    | Nguồn     |
| ----------- | --------- | ----------------- | ---- | ----------------- | ----- | ----- | ----- | ----- | ----- | ------- | --------- |
| 3 tháng 11  | 17:00     | Sanest Khánh Hòa  | 3–2  | Lavie Long An     | 25–17 | 23–25 | 25–23 | 19–25 | 15–12 | 107–102 | Trực tiếp |
| 4 tháng 11  | 13:30     | TP. Hồ Chí Minh   | 0–3  | Hà Tĩnh           | 17–25 | 20–25 | 22–25 |       |       | 59–75   | Trực tiếp |
| 4 tháng 11  | 20:00     | Lavie Long An     | 0–3  | Thể Công Tân Cảng | 16–25 | 20–25 | 18–25 |       |       | 54–75   | Trực tiếp |
| 5 tháng 11  | 13:30     | Hà Tĩnh           | 0–3  | Sanest Khánh Hòa  | 29–31 | 22–25 | 17–25 |       |       | 68–81   | Trực tiếp |
| 5 tháng 11  | 20:00     | Thể Công Tân Cảng | 3–1  | TP. Hồ Chí Minh   | 22–25 | 31–29 | 25–22 | 25–19 |       | 103–95  | Trực tiếp |
| 7 tháng 11  | 20:00     | TP. Hồ Chí Minh   | 0–3  | Sanest Khánh Hòa  | 29–31 | 21–25 | 21–25 |       |       | 71–81   | Trực tiếp |
| 9 tháng 11  | 20:00     | Hà Tĩnh           | 3–0  | Lavie Long An     | 25–22 | 27–25 | 25–20 |       |       | 77–67   | Trực tiếp |
| 10 tháng 11 | 16:30     | Sanest Khánh Hòa  | 3–2  | Thể Công Tân Cảng | 25–22 | 25–15 | 21–25 | 24–26 | 15–10 | 110–98  | Trực tiếp |
| 11 tháng 11 | 16:30     | Lavie Long An     | 0–3  | TP. Hồ Chí Minh   | 18–25 | 26–28 | 23–25 |       |       | 67–78   | Trực tiếp |
| 12 tháng 11 | 16:30     | Thể Công Tân Cảng | 3–0  | Hà Tĩnh           | 25–22 | 25–23 | 25–20 |       |       | 75–65   | Trực tiếp |

### Bảng D Nam (tại Đà Nẵng)
|      |                   | Trận đấu | Trận đấu | Điểm | Set | Set | Set   | Điểm | Điểm | Điểm  |
| Hạng | Đội               | T        | B        | Điểm | T   | B   | Tỉ lệ | T    | B    | Tỉ lệ |
| ---- | ----------------- | -------- | -------- | ---- | --- | --- | ----- | ---- | ---- | ----- |
| 1    | Biên Phòng        | 8        | 0        | 23   | 24  | 7   | 3.429 | 744  | 634  | 1.174 |
| 2    | Ninh Bình LP Bank | 5        | 3        | 13   | 18  | 14  | 1.286 | 724  | 729  | 0.993 |
| 3    | Hà Nội            | 4        | 4        | 13   | 16  | 14  | 1.143 | 679  | 668  | 1.016 |
| 4    | Đà Nẵng           | 3        | 5        | 11   | 14  | 16  | 0.875 | 674  | 670  | 1.006 |
| 5    | VLXD Bình Dương   | 0        | 8        | 1    | 4   | 24  | 0.167 | 600  | 688  | 0.872 |

| Ngày        | Thời gian |                   | Điểm |                   | Set 1 | Set 2 | Set 3 | Set 4 | Set 5 | Tổng    | Nguồn     |
| ----------- | --------- | ----------------- | ---- | ----------------- | ----- | ----- | ----- | ----- | ----- | ------- | --------- |
| 3 tháng 11  | 20:00     | Hà Nội            | 3–1  | Đà Nẵng           | 18–25 | 25–21 | 25–23 | 25–15 |       | 93–84   | Trực tiếp |
| 4 tháng 11  | 13:30     | VLXD Bình Dương   | 0–3  | Ninh Bình LP Bank | 21–25 | 23–25 | 21–25 |       |       | 65–75   | Trực tiếp |
| 4 tháng 11  | 19:30     | Biên Phòng        | 3–1  | Hà Nội            | 25–22 | 19–25 | 25–16 | 25–22 |       | 94–85   | Trực tiếp |
| 5 tháng 11  | 13:30     | Đà Nẵng           | 3–1  | VLXD Bình Dương   | 24–26 | 27–25 | 25–19 | 25–23 |       | 101–93  | Trực tiếp |
| 5 tháng 11  | 19:30     | Ninh Bình LP Bank | 1–3  | Biên Phòng        | 20–25 | 18–25 | 34–32 | 22–25 |       | 94–107  | Trực tiếp |
| 7 tháng 11  | 19:30     | VLXD Bình Dương   | 0–3  | Biên Phòng        | 20–25 | 14–25 | 20–25 |       |       | 54–75   | Trực tiếp |
| 9 tháng 11  | 19:30     | Ninh Bình LP Bank | 3–2  | Hà Nội            | 25–17 | 18–25 | 25–23 | 22–25 | 15–10 | 105–100 | Trực tiếp |
| 10 tháng 11 | 16:30     | Biên Phòng        | 3–2  | Đà Nẵng           | 25–19 | 14–25 | 18–25 | 25–21 | 15–11 | 97–101  | Trực tiếp |
| 11 tháng 11 | 16:30     | Hà Nội            | 3–0  | VLXD Bình Dương   | 25–22 | 26–24 | 25–17 |       |       | 76–63   | Trực tiếp |
| 12 tháng 11 | 16:30     | Đà Nẵng           | 0–3  | Ninh Bình LP Bank | 21–25 | 23–25 | 23–25 |       |       | 67–75   | Trực tiếp |

### Bảng C Nữ (tại Đà Nẵng)
|      |                       | Trận đấu | Trận đấu | Điểm | Set | Set | Set   | Điểm | Điểm | Điểm  |
| Hạng | Đội                   | T        | B        | Điểm | T   | B   | Tỉ lệ | T    | B    | Tỉ lệ |
| ---- | --------------------- | -------- | -------- | ---- | --- | --- | ----- | ---- | ---- | ----- |
| 1    | Ninh Bình LP Bank     | 7        | 1        | 21   | 22  | 5   | 4.400 | 676  | 544  | 1.243 |
| 2    | BC Thông tin - TTBP   | 6        | 2        | 19   | 20  | 7   | 2.857 | 636  | 534  | 1.191 |
| 3    | Geleximco Thái Bình   | 5        | 3        | 13   | 15  | 14  | 1.071 | 641  | 619  | 1.036 |
| 4    | Ngân hàng Công Thương | 1        | 7        | 5    | 10  | 22  | 0.455 | 669  | 715  | 0.936 |
| 5    | TP. Hồ Chí Minh       | 1        | 7        | 3    | 5   | 22  | 0.227 | 511  | 670  | 0.763 |

| Ngày        | Thời gian |                       | Điểm |                       | Set 1 | Set 2 | Set 3 | Set 4 | Set 5 | Tổng    | Nguồn     |
| ----------- | --------- | --------------------- | ---- | --------------------- | ----- | ----- | ----- | ----- | ----- | ------- | --------- |
| 3 tháng 11  | 16:30     | BC Thông tin - TTBP   | 2–3  | Geleximco Thái Bình   | 23–25 | 23–25 | 25–23 | 25–23 | 11–15 | 107–111 | Trực tiếp |
| 4 tháng 11  | 16:30     | TP. Hồ Chí Minh       | 1–3  | Ngân hàng Công Thương | 19–25 | 25–21 | 16–25 | 20–25 |       | 80–96   | Trực tiếp |
| 5 tháng 11  | 16:30     | Ninh Bình LP Bank     | 1–3  | BC Thông tin - TTBP   | 24–26 | 21–25 | 25–16 | 23–25 |       | 93–92   | Trực tiếp |
| 6 tháng 11  | 19:30     | Geleximco Thái Bình   | 3–0  | TP. Hồ Chí Minh       | 25–18 | 25–18 | 25–20 |       |       | 75–56   | Trực tiếp |
| 8 tháng 11  | 19:30     | Ngân hàng Công Thương | 1–3  | Ninh Bình LP Bank     | 22–25 | 19–25 | 25–22 | 21–25 |       | 87–97   | Trực tiếp |
| 10 tháng 11 | 19:30     | Ninh Bình LP Bank     | 3–0  | TP. Hồ Chí Minh       | 25–14 | 26–24 | 25–16 |       |       | 76–54   | Trực tiếp |
| 11 tháng 11 | 13:30     | Ngân hàng Công Thương | 1–3  | Geleximco Thái Bình   | 25–16 | 21–25 | 23–25 | 17–25 |       | 86–91   | Trực tiếp |
| 11 tháng 11 | 19:30     | TP. Hồ Chí Minh       | 0–3  | BC Thông tin - TTBP   | 20–25 | 12–25 | 22–25 |       |       | 54–75   | Trực tiếp |
| 12 tháng 11 | 13:30     | Geleximco Thái Bình   | 0–3  | Ninh Bình LP Bank     | 21–25 | 18–25 | 18–25 |       |       | 57–75   | Trực tiếp |
| 12 tháng 11 | 19:30     | BC Thông tin - TTBP   | 3–0  | Ngân hàng Công Thương | 25–19 | 25–21 | 28–26 |       |       | 78–66   | Trực tiếp |

### Bảng D Nữ (tại Đắk Nông)
|      |                       | Trận đấu | Trận đấu | Điểm | Set | Set | Set   | Điểm | Điểm | Điểm  |
| Hạng | Đội                   | T        | B        | Điểm | T   | B   | Tỉ lệ | T    | B    | Tỉ lệ |
| ---- | --------------------- | -------- | -------- | ---- | --- | --- | ----- | ---- | ---- | ----- |
| 1    | HCĐG Tia Sáng         | 8        | 0        | 23   | 24  | 4   | 6.000 | 668  | 536  | 1.246 |
| 2    | VTV Bình Điền Long An | 5        | 3        | 16   | 18  | 11  | 1.636 | 643  | 580  | 1.109 |
| 3    | Than Quảng Ninh       | 4        | 4        | 11   | 12  | 15  | 0.800 | 585  | 599  | 0.977 |
| 4    | XMLS Thanh Hóa        | 2        | 6        | 5    | 9   | 20  | 0.450 | 602  | 688  | 0.875 |
| 5    | Kinh Bắc Bắc Ninh     | 1        | 7        | 4    | 7   | 22  | 0.318 | 564  | 710  | 0.794 |

| Ngày        | Thời gian |                       | Điểm |                       | Set 1 | Set 2 | Set 3 | Set 4 | Set 5 | Tổng    | Nguồn     |
| ----------- | --------- | --------------------- | ---- | --------------------- | ----- | ----- | ----- | ----- | ----- | ------- | --------- |
| 3 tháng 11  | 20:00     | XMLS Thanh Hóa        | 1–3  | HCĐG Tia Sáng         | 25–20 | 15–25 | 22–25 | 22–25 |       | 84–95   | Trực tiếp |
| 4 tháng 11  | 16:30     | Kinh Bắc Bắc Ninh     | 2–3  | XMLS Thanh Hóa        | 13–25 | 26–28 | 26–24 | 25–20 | 11–15 | 101–112 | Trực tiếp |
| 5 tháng 11  | 16:30     | HCĐG Tia Sáng         | 3–0  | Than Quảng Ninh       | 28–26 | 27–25 | 25–17 |       |       | 80–68   | Trực tiếp |
| 6 tháng 11  | 20:00     | VTV Bình Điền Long An | 3–0  | Kinh Bắc Bắc Ninh     | 25–15 | 25–12 | 25–16 |       |       | 75–43   | Trực tiếp |
| 8 tháng 11  | 20:00     | Than Quảng Ninh       | 0–3  | VTV Bình Điền Long An | 23–25 | 18–25 | 14–25 |       |       | 55–75   | Trực tiếp |
| 10 tháng 11 | 20:00     | HCĐG Tia Sáng         | 3–0  | Kinh Bắc Bắc Ninh     | 25–18 | 25–17 | 25–22 |       |       | 75–57   | Trực tiếp |
| 11 tháng 11 | 13:30     | XMLS Thanh Hóa        | 0–3  | VTV Bình Điền Long An | 16–25 | 17–25 | 11–25 |       |       | 44–75   | Trực tiếp |
| 11 tháng 11 | 20:00     | Kinh Bắc Bắc Ninh     | 1–3  | Than Quảng Ninh       | 19–25 | 18–25 | 27–25 | 20–25 |       | 84–100  | Trực tiếp |
| 12 tháng 11 | 13:30     | VTV Bình Điền Long An | 2–3  | HCĐG Tia Sáng         | 12–25 | 25–21 | 18–25 | 25–14 | 13–15 | 93–100  | Trực tiếp |
| 12 tháng 11 | 20:00     | Than Quảng Ninh       | 0–3  | XMLS Thanh Hóa        | 22–25 | 22–25 | 22–25 |       |       | 66–75   | Trực tiếp |

## Vòng chung kết - xếp hạng

### Top 8 Nam (tại Khánh Hòa)
|  | Tứ kết            | Tứ kết            |                  |   | Bán kết           | Bán kết           |  |  | Chung kết | Chung kết |
|  |                   |                   |                  |   |                   |                   |  |  |           |           |
|  | 16 tháng 11       |                   |                  |   |                   |                   |  |  |           |           |
|  |                   |                   |                  |   |                   |                   |  |  |           |           |
|  | Sanest Khánh Hòa  | 3                 |                  |   |                   |                   |  |  |           |           |
|  | Sanest Khánh Hòa  | 3                 | 18 tháng 11      |   |                   |                   |  |  |           |           |
|  | Đà Nẵng           | 0                 |                  |   |                   |                   |  |  |           |           |
|  | Đà Nẵng           | 0                 | Sanest Khánh Hòa | 3 |                   |                   |  |  |           |           |
|  | 17 tháng 11       |                   | Sanest Khánh Hòa | 3 |                   |                   |  |  |           |           |
|  |                   | Hà Tĩnh           | 0                |   |                   |                   |  |  |           |           |
|  | Ninh Bình LP Bank | Hà Tĩnh           | 0                | 2 |                   |                   |  |  |           |           |
|  | Ninh Bình LP Bank |                   | 19 tháng 11      | 2 |                   |                   |  |  |           |           |
|  | Hà Tĩnh           | 3                 |                  |   |                   |                   |  |  |           |           |
|  | Hà Tĩnh           | 3                 | Sanest Khánh Hòa | 3 |                   |                   |  |  |           |           |
|  | 16 tháng 11       |                   | Sanest Khánh Hòa | 3 |                   |                   |  |  |           |           |
|  |                   | Biên Phòng        | 0                |   |                   |                   |  |  |           |           |
|  | Biên Phòng        | Biên Phòng        | 0                | 3 |                   |                   |  |  |           |           |
|  | Biên Phòng        | 18 tháng 11       |                  | 3 |                   |                   |  |  |           |           |
|  | Lavie Long An     | 1                 |                  |   |                   |                   |  |  |           |           |
|  | Lavie Long An     | 1                 | Biên Phòng       | 3 |                   |                   |  |  |           |           |
|  | 17 tháng 11       |                   | Biên Phòng       | 3 |                   |                   |  |  |           |           |
|  |                   | Thể Công Tân Cảng | 1                |   | Trận tranh hạng 3 | Trận tranh hạng 3 |  |  |           |           |
|  | Thể Công Tân Cảng | Thể Công Tân Cảng | 1                | 3 | Trận tranh hạng 3 | Trận tranh hạng 3 |  |  |           |           |
|  | Thể Công Tân Cảng |                   | 19 tháng 11      | 3 |                   |                   |  |  |           |           |
|  | Hà Nội            | 0                 |                  |   |                   |                   |  |  |           |           |
|  | Hà Nội            | 0                 | Hà Tĩnh          | 0 |                   |                   |  |  |           |           |
|  |                   |                   |                  |   |                   |                   |  |  |           |           |
|  | Thể Công Tân Cảng | 3                 |                  |   |                   |                   |  |  |           |           |
|  | Thể Công Tân Cảng | 3                 |                  |   |                   |                   |  |  |           |           |

|  | Phân hạng 5-8     | Phân hạng 5-8 |                   |   | Trận tranh hạng 5 | Trận tranh hạng 5 |
|  |                   |               |                   |   |                   |                   |
|  | 18 tháng 11       |               |                   |   |                   |                   |
|  |                   |               |                   |   |                   |                   |
|  | Đà Nẵng           | 2             |                   |   |                   |                   |
|  | Đà Nẵng           | 2             | 19 tháng 11       |   |                   |                   |
|  | Ninh Bình LP Bank | 3             |                   |   |                   |                   |
|  | Ninh Bình LP Bank | 3             | Ninh Bình LP Bank | 3 |                   |                   |
|  | 18 tháng 11       |               | Ninh Bình LP Bank | 3 |                   |                   |
|  |                   | Lavie Long An | 0                 |   |                   |                   |
|  | Lavie Long An     | Lavie Long An | 0                 | 3 |                   |                   |
|  | Lavie Long An     |               |                   | 3 |                   |                   |
|  | Hà Nội            | 1             |                   |   |                   |                   |
|  | Hà Nội            | 1             | Trận tranh hạng 7 |   |                   |                   |
|  |                   |               |                   |   |                   |                   |
|  | 19 tháng 11       |               |                   |   |                   |                   |
|  |                   |               |                   |   |                   |                   |
|  | Đà Nẵng           | 1             |                   |   |                   |                   |
|  | Đà Nẵng           | 1             |                   |   |                   |                   |
|  | Hà Nội            | 3             |                   |   |                   |                   |

#### Tứ kết Nam
| Ngày        | Thời gian |                   | Điểm |               | Set 1 | Set 2 | Set 3 | Set 4 | Set 5 | Tổng    | Nguồn     |
| ----------- | --------- | ----------------- | ---- | ------------- | ----- | ----- | ----- | ----- | ----- | ------- | --------- |
| 16 tháng 11 | 16:00     | Biên Phòng        | 3–1  | Lavie Long An | 25–21 | 26–28 | 25–16 | 25–19 |       | 101–84  | Trực tiếp |
| 16 tháng 11 | 19:30     | Sanest Khánh Hòa  | 3–0  | Đà Nẵng       | 27–25 | 25–12 | 25–18 |       |       | 77–55   | Trực tiếp |
| 17 tháng 11 | 17:00     | Thể Công Tân Cảng | 3–0  | Hà Nội        | 25–20 | 25–23 | 25–21 |       |       | 75–64   | Trực tiếp |
| 17 tháng 11 | 19:30     | Ninh Bình LP Bank | 2–3  | Hà Tĩnh       | 25–16 | 23–25 | 25–23 | 23–25 | 21–23 | 117–112 | Trực tiếp |

#### Phân hạng 5-8 Nam
| Ngày        | Thời gian |               | Điểm |                   | Set 1 | Set 2 | Set 3 | Set 4 | Set 5 | Tổng   | Nguồn     |
| ----------- | --------- | ------------- | ---- | ----------------- | ----- | ----- | ----- | ----- | ----- | ------ | --------- |
| 18 tháng 11 | 12:00     | Lavie Long An | 3–1  | Hà Nội            | 20–25 | 27–25 | 25–22 | 25–22 |       | 97–94  | Trực tiếp |
| 18 tháng 11 | 17:00     | Đà Nẵng       | 2–3  | Ninh Bình LP Bank | 25–19 | 21–25 | 27–25 | 16–25 | 10–15 | 99–109 | Trực tiếp |

#### Bán kết Nam
| Ngày        | Thời gian |                  | Điểm |                   | Set 1 | Set 2 | Set 3 | Set 4 | Set 5 | Tổng  | Nguồn     |
| ----------- | --------- | ---------------- | ---- | ----------------- | ----- | ----- | ----- | ----- | ----- | ----- | --------- |
| 18 tháng 11 | 14:30     | Biên Phòng       | 3–1  | Thể Công Tân Cảng | 25–17 | 18–25 | 25–21 | 25–19 |       | 93–82 | Trực tiếp |
| 18 tháng 11 | 19:30     | Sanest Khánh Hòa | 3–0  | Hà Tĩnh           | 25–20 | 31–29 | 25–18 |       |       | 81–67 | Trực tiếp |

#### Trận tranh hạng 7 Nam
| Ngày        | Thời gian |         | Điểm |        | Set 1 | Set 2 | Set 3 | Set 4 | Set 5 | Tổng  | Nguồn     |
| ----------- | --------- | ------- | ---- | ------ | ----- | ----- | ----- | ----- | ----- | ----- | --------- |
| 19 tháng 11 | 12:00     | Đà Nẵng | 1–3  | Hà Nội | 26–24 | 22–25 | 21–25 | 17–25 |       | 86–99 | Trực tiếp |

#### Trận tranh hạng 5 Nam
| Ngày        | Thời gian |                   | Điểm |               | Set 1 | Set 2 | Set 3 | Set 4 | Set 5 | Tổng  | Nguồn     |
| ----------- | --------- | ----------------- | ---- | ------------- | ----- | ----- | ----- | ----- | ----- | ----- | --------- |
| 19 tháng 11 | 14:30     | Ninh Bình LP Bank | 3–0  | Lavie Long An | 26–24 | 25–20 | 30–28 |       |       | 81–72 | Trực tiếp |

#### Trận tranh hạng 3 Nam
| Ngày        | Thời gian |         | Điểm |                   | Set 1 | Set 2 | Set 3 | Set 4 | Set 5 | Tổng  | Nguồn     |
| ----------- | --------- | ------- | ---- | ----------------- | ----- | ----- | ----- | ----- | ----- | ----- | --------- |
| 19 tháng 11 | 17:00     | Hà Tĩnh | 0–3  | Thể Công Tân Cảng | 22–25 | 19–25 | 22–25 |       |       | 63–75 | Trực tiếp |

#### Chung kết Nam
| Ngày        | Thời gian |                  | Điểm |            | Set 1 | Set 2 | Set 3 | Set 4 | Set 5 | Tổng  | Nguồn     |
| ----------- | --------- | ---------------- | ---- | ---------- | ----- | ----- | ----- | ----- | ----- | ----- | --------- |
| 19 tháng 11 | 19:30     | Sanest Khánh Hòa | 3–0  | Biên Phòng | 25–22 | 28–26 | 25–17 |       |       | 78–65 | Trực tiếp |

### Top 8 Nữ (tại Quảng Nam)
|  | Tứ kết                | Tứ kết                |                       |   | Bán kết           | Bán kết           |  |  | Chung kết | Chung kết |
|  |                       |                       |                       |   |                   |                   |  |  |           |           |
|  | 16 tháng 11           |                       |                       |   |                   |                   |  |  |           |           |
|  |                       |                       |                       |   |                   |                   |  |  |           |           |
|  | Ninh Bình LP Bank     | 3                     |                       |   |                   |                   |  |  |           |           |
|  | Ninh Bình LP Bank     | 3                     | 18 tháng 11           |   |                   |                   |  |  |           |           |
|  | XMLS Thanh Hóa        | 0                     |                       |   |                   |                   |  |  |           |           |
|  | XMLS Thanh Hóa        | 0                     | Ninh Bình LP Bank     | 3 |                   |                   |  |  |           |           |
|  | 17 tháng 11           |                       | Ninh Bình LP Bank     | 3 |                   |                   |  |  |           |           |
|  |                       | VTV Bình Điền Long An | 2                     |   |                   |                   |  |  |           |           |
|  | VTV Bình Điền Long An | VTV Bình Điền Long An | 2                     | 3 |                   |                   |  |  |           |           |
|  | VTV Bình Điền Long An |                       | 19 tháng 11           | 3 |                   |                   |  |  |           |           |
|  | Geleximco Thái Bình   | 0                     |                       |   |                   |                   |  |  |           |           |
|  | Geleximco Thái Bình   | 0                     | Ninh Bình LP Bank     | 3 |                   |                   |  |  |           |           |
|  | 16 tháng 11           |                       | Ninh Bình LP Bank     | 3 |                   |                   |  |  |           |           |
|  |                       | HCĐG Tia Sáng         | 1                     |   |                   |                   |  |  |           |           |
|  | HCĐG Tia Sáng         | HCĐG Tia Sáng         | 1                     | 3 |                   |                   |  |  |           |           |
|  | HCĐG Tia Sáng         | 18 tháng 11           |                       | 3 |                   |                   |  |  |           |           |
|  | Ngân hàng Công Thương | 1                     |                       |   |                   |                   |  |  |           |           |
|  | Ngân hàng Công Thương | 1                     | HCĐG Tia Sáng         | 3 |                   |                   |  |  |           |           |
|  | 17 tháng 11           |                       | HCĐG Tia Sáng         | 3 |                   |                   |  |  |           |           |
|  |                       | BC Thông tin - TTBP   | 1                     |   | Trận tranh hạng 3 | Trận tranh hạng 3 |  |  |           |           |
|  | BC Thông tin - TTBP   | BC Thông tin - TTBP   | 1                     | 3 | Trận tranh hạng 3 | Trận tranh hạng 3 |  |  |           |           |
|  | BC Thông tin - TTBP   |                       | 19 tháng 11           | 3 |                   |                   |  |  |           |           |
|  | Than Quảng Ninh       | 1                     |                       |   |                   |                   |  |  |           |           |
|  | Than Quảng Ninh       | 1                     | VTV Bình Điền Long An | 3 |                   |                   |  |  |           |           |
|  |                       |                       |                       |   |                   |                   |  |  |           |           |
|  | BC Thông tin - TTBP   | 1                     |                       |   |                   |                   |  |  |           |           |
|  | BC Thông tin - TTBP   | 1                     |                       |   |                   |                   |  |  |           |           |

|  | Phân hạng 5-8         | Phân hạng 5-8         |                     |   | Trận tranh hạng 5 | Trận tranh hạng 5 |
|  |                       |                       |                     |   |                   |                   |
|  | 18 tháng 11           |                       |                     |   |                   |                   |
|  |                       |                       |                     |   |                   |                   |
|  | XMLS Thanh Hóa        | 0                     |                     |   |                   |                   |
|  | XMLS Thanh Hóa        | 0                     | 19 tháng 11         |   |                   |                   |
|  | Geleximco Thái Bình   | 3                     |                     |   |                   |                   |
|  | Geleximco Thái Bình   | 3                     | Geleximco Thái Bình | 1 |                   |                   |
|  | 18 tháng 11           |                       | Geleximco Thái Bình | 1 |                   |                   |
|  |                       | Ngân hàng Công Thương | 3                   |   |                   |                   |
|  | Ngân hàng Công Thương | Ngân hàng Công Thương | 3                   | 3 |                   |                   |
|  | Ngân hàng Công Thương |                       |                     | 3 |                   |                   |
|  | Than Quảng Ninh       | 1                     |                     |   |                   |                   |
|  | Than Quảng Ninh       | 1                     | Trận tranh hạng 7   |   |                   |                   |
|  |                       |                       |                     |   |                   |                   |
|  | 19 tháng 11           |                       |                     |   |                   |                   |
|  |                       |                       |                     |   |                   |                   |
|  | XMLS Thanh Hóa        | 1                     |                     |   |                   |                   |
|  | XMLS Thanh Hóa        | 1                     |                     |   |                   |                   |
|  | Than Quảng Ninh       | 3                     |                     |   |                   |                   |

#### Tứ kết Nữ
| Ngày        | Thời gian |                       | Điểm |                       | Set 1 | Set 2 | Set 3 | Set 4 | Set 5 | Tổng  | Nguồn     |
| ----------- | --------- | --------------------- | ---- | --------------------- | ----- | ----- | ----- | ----- | ----- | ----- | --------- |
| 16 tháng 11 | 16:00     | Ninh Bình LP Bank     | 3–0  | XMLS Thanh Hóa        | 25–19 | 25–13 | 25–16 |       |       | 75–48 | Trực tiếp |
| 16 tháng 11 | 19:30     | HCĐG Tia Sáng         | 3–1  | Ngân hàng Công Thương | 25–14 | 14–25 | 25–20 | 25–22 |       | 89–81 | Trực tiếp |
| 17 tháng 11 | 17:00     | VTV Bình Điền Long An | 3–0  | Geleximco Thái Bình   | 25–21 | 25–19 | 25–20 |       |       | 75–60 | Trực tiếp |
| 17 tháng 11 | 19:30     | BC Thông tin - TTBP   | 3–1  | Than Quảng Ninh       | 25–23 | 25–22 | 19–25 | 27–25 |       | 96–95 | Trực tiếp |

#### Phân hạng 5-8 Nữ
| Ngày        | Thời gian |                       | Điểm |                     | Set 1 | Set 2 | Set 3 | Set 4 | Set 5 | Tổng  | Nguồn     |
| ----------- | --------- | --------------------- | ---- | ------------------- | ----- | ----- | ----- | ----- | ----- | ----- | --------- |
| 18 tháng 11 | 12:00     | XMLS Thanh Hóa        | 0–3  | Geleximco Thái Bình | 19–25 | 23–25 | 22–25 |       |       | 64–75 | Trực tiếp |
| 18 tháng 11 | 17:00     | Ngân hàng Công Thương | 3–1  | Than Quảng Ninh     | 15–25 | 25–22 | 26–24 | 25–23 |       | 91–94 | Trực tiếp |

#### Bán kết Nữ
| Ngày        | Thời gian |                   | Điểm |                       | Set 1 | Set 2 | Set 3 | Set 4 | Set 5 | Tổng   | Nguồn     |
| ----------- | --------- | ----------------- | ---- | --------------------- | ----- | ----- | ----- | ----- | ----- | ------ | --------- |
| 18 tháng 11 | 14:30     | Ninh Bình LP Bank | 3–2  | VTV Bình Điền Long An | 20–25 | 20–25 | 25–17 | 25–21 | 15–7  | 105–95 | Trực tiếp |
| 18 tháng 11 | 19:30     | HCĐG Tia Sáng     | 3–1  | BC Thông tin - TTBP   | 25–20 | 25–22 | 23–25 | 25–20 |       | 98–87  | Trực tiếp |

#### Trận tranh hạng 7 Nữ
| Ngày        | Thời gian |                | Điểm |                 | Set 1 | Set 2 | Set 3 | Set 4 | Set 5 | Tổng  | Nguồn     |
| ----------- | --------- | -------------- | ---- | --------------- | ----- | ----- | ----- | ----- | ----- | ----- | --------- |
| 19 tháng 11 | 12:00     | XMLS Thanh Hóa | 1–3  | Than Quảng Ninh | 21–25 | 25–20 | 22–25 | 23–25 |       | 91–95 | Trực tiếp |

#### Trận tranh hạng 5 Nữ
| Ngày        | Thời gian |                     | Điểm |                       | Set 1 | Set 2 | Set 3 | Set 4 | Set 5 | Tổng   | Nguồn     |
| ----------- | --------- | ------------------- | ---- | --------------------- | ----- | ----- | ----- | ----- | ----- | ------ | --------- |
| 19 tháng 11 | 14:30     | Geleximco Thái Bình | 1–3  | Ngân hàng Công Thương | 35–37 | 14–25 | 27–25 | 16–25 |       | 92–112 | Trực tiếp |

#### Trận tranh hạng 3 Nữ
| Ngày        | Thời gian |                       | Điểm |                     | Set 1 | Set 2 | Set 3 | Set 4 | Set 5 | Tổng  | Nguồn     |
| ----------- | --------- | --------------------- | ---- | ------------------- | ----- | ----- | ----- | ----- | ----- | ----- | --------- |
| 19 tháng 11 | 17:00     | VTV Bình Điền Long An | 3–1  | BC Thông tin - TTBP | 23–25 | 26–24 | 25–17 | 25–21 |       | 99–87 | Trực tiếp |

#### Chung kết Nữ
| Ngày        | Thời gian |                   | Điểm |               | Set 1 | Set 2 | Set 3 | Set 4 | Set 5 | Tổng  | Nguồn     |
| ----------- | --------- | ----------------- | ---- | ------------- | ----- | ----- | ----- | ----- | ----- | ----- | --------- |
| 19 tháng 11 | 19:30     | Ninh Bình LP Bank | 3–1  | HCĐG Tia Sáng | 23–25 | 25–21 | 26–24 | 25–17 |       | 99–87 | Trực tiếp |

## Xếp hạng chung cuộc
| \| Thứ hạng \| Giải Nam \| Giải Nữ \| \| -------- \| ----------------- \| --------------------------- \| \| 1 \| Sanest Khánh Hòa \| Ninh Bình LP Bank \| \| 2 \| Biên Phòng \| HCĐG Tia Sáng \| \| 3 \| Thể Công Tân Cảng \| VTV Bình Điền Long An \| \| 4 \| Hà Tĩnh \| Binh chủng Thông tin - TTBP \| \| 5 \| Ninh Bình LP Bank \| Ngân hàng Công Thương \| \| 6 \| Lavie Long An \| Geleximco Thái Bình \| \| 7 \| Hà Nội \| Than Quảng Ninh \| \| 8 \| Đà Nẵng \| XMLS Thanh Hóa \| \| 9 \| TP. Hồ Chí Minh \| Kinh Bắc Bắc Ninh \| \| 10 \| VLXD Bình Dương \| TP. Hồ Chí Minh \| |                   |                             |
| Thứ hạng | Giải Nam          | Giải Nữ                     |
| 1 | Sanest Khánh Hòa  | Ninh Bình LP Bank           |
| 2 | Biên Phòng        | HCĐG Tia Sáng               |
| 3 | Thể Công Tân Cảng | VTV Bình Điền Long An       |
| 4 | Hà Tĩnh           | Binh chủng Thông tin - TTBP |
| 5 | Ninh Bình LP Bank | Ngân hàng Công Thương       |
| 6 | Lavie Long An     | Geleximco Thái Bình         |
| 7 | Hà Nội            | Than Quảng Ninh             |
| 8 | Đà Nẵng           | XMLS Thanh Hóa              |
| 9 | TP. Hồ Chí Minh   | Kinh Bắc Bắc Ninh           |
| 10 | VLXD Bình Dương   | TP. Hồ Chí Minh             |

## Các giải thưởng
Tổng giải thưởng: do Liên đoàn bóng chuyền Việt Nam chi:
- Giải nhất: Cúp, cờ, huy chương vàng và 500.000.000đ cho 2 đội Nam Sanest Khánh Hòa và Nữ Ninh Bình LP Bank.
- Giải nhì: Cờ, huy chương bạc và 300.000.000đ cho 2 đội Nam Biên Phòng và Nữ HĐCG Tia Sáng.
- Giải ba: Cờ, huy chương đồng và 200.000.000đ cho 2 đội Nam Thể Công Tân Cảng và Nữ VTV Bình Điền Long An.
- Giải KK: 100.000.000đ cho 2 đội Nam Hà Tĩnh và Nữ Binh chủng Thông tin - TTBP.
- VĐV tấn công xuất sắc: 10.000.000đ cho Dương Văn Tiên của Sanest Khánh Hòa và Polina Rahimova của HĐCG Tia Sáng.
- VĐV chuyền hai xuất sắc: 10.000.000đ cho Đinh Văn Duy của Biên Phòng và Võ Thị Kim Thoa của VTV Bình Điền Long An.
- VĐV phòng thủ xuất sắc: 10.000.000đ cho Huỳnh Trung Trực của Sanest Khánh Hòa và Nguyễn Thị Kim Liên của Ninh Bình LP Bank.
- Cầu thủ đoạt giải Hoa khôi bóng chuyền Việt Nam là Hoàng Thị Kiều Trinh của Binh chủng Thông tin - TTBP.

Ngoài ra, các đội tốp đầu có thể nhận được các giải thưởng khác của các nhà tài trợ trao tặng khi kết thúc giải.

## Một số điểm nhấn của mùa giải
- Giải bóng chuyền VĐQG 2023 là mùa giải quy tụ số lượng lớn ngoại binh tham dự giải đấu. Xuyên suốt 2 giai đoạn của giải đã có sự xuất hiện của 33 ngoại binh trong màu áo của 17 đội đã thực sự nâng cao chất lượng chuyên môn cũng như mang tới tính cạnh tranh khốc liệt hơn cho các vị trí cao trong giải. Chỉ có 3 đội bóng không sử dụng ngoại binh xuyên suốt cả giải và đều là 3 đội Nam: Hà Nội, TP. Hồ Chí Minh, và VLXD Bình Dương. Cả 3 đội bóng kể trên đều không có được thành tích tốt khi 2 trong số 3 đội bóng này đã phải nhận tấm vé xuống hạng là TP. Hồ Chí Minh và VLXD Bình Dương, trong khi Hà Nội chỉ kết thúc mùa giải ở vị trí thứ 7, khiêm tốn hơn rất nhiều so với vị trí thứ 3 họ giành được vào năm 2022. Bên cạnh đó, giải cũng tiếp tục áp dụng công nghệ "mắt thần". Với hệ thống máy đạt tiêu chuẩn quốc tế tại mỗi địa điểm tổ chức, công nghệ này đã hỗ trợ đắc lực cho việc điều hành của các trọng tài, góp phần quan trọng đảm bảo tính chính xác, sự công bằng, minh bạch của các trận đấu.
- Hai trận chung kết giải đấu năm 2023 đều là hai trận tái đấu cho trận chung kết cúp Hùng Vương 2023 (tranh chức vô địch lượt đi). Một kịch bản duy nhất đã xảy ra khi mà 2 đội để thua tại cúp Hùng Vương là Nam Sanest Khánh Hòa và Nữ Ninh Bình LP Bank đều đã trả món nợ thành công khi cùng giành chiến thắng ở trận chung kết năm trước chính các đối thủ là Nam Biên Phòng và Nữ HCĐG Tia Sáng.
- Việc HCĐG Tia Sáng, đội bóng của nhà tài trợ cho giải lần thứ 2 liên tiếp thất bại trong trận chung kết cũng được xem là một bất ngờ lớn. Ninh Bình LP Bank vào chung kết trong tâm thế của đội bóng cửa dưới, tại bán kết đội này ngược dòng trong thế bị dẫn trước hai ván để đánh bại cựu vô địch VTV Bình Điền Long An với tỉ số 3-2. Trở lại trận chung kết nữ, trước một HCĐG Tia Sáng thắng như chẻ tre từ đầu mùa bằng đội hình có đến 4 tuyển thủ quốc gia, sở hữu thêm 2 ngoại binh vô cùng xuất sắc là chuyền hai Tichaya Boonlert và chủ công Polina Rahimova nhưng Ninh Bình LP Bank đã ngược dòng thắng 3-1 để lên ngôi vô địch.[118]
- Có 1 đội bóng duy nhất toàn thắng tất cả các trận đấu để trở thành nhà vô địch là Nam Sanest Khánh Hòa. Đội Nữ Ninh Bình LP Bank trên hành trình vô địch đã nhận 1 thất bại, trong khi 2 đội Nam Biên Phòng và Nữ HĐCG Tia Sáng đều chỉ có 1 thất bại tại trận chung kết. Ngược lại, cũng có 1 đội bóng duy nhất toàn thua các trận đấu là Nam VLXD Bình Dương.
- Giải đấu chứng kiến 1 đội bóng giàu thành tích trong lịch sử phải xuống hạng đó là Nam TP. Hồ Chí Minh. Sự rời đi của nhiều trụ cột từ đầu mùa giải cộng với tiềm lực tài chính khó khăn, không đủ diều kiện để thuê ngoại binh đã khiến cho đội gặp rất nhiều khó khăn. Đội bóng giành hạng 4 tại mùa giải 2022 là VLXD Bình Dương đối mặt với hoàn cảnh tương tự dẫn đến kết quả là cả 2 đội đều không thể trụ lại giải VĐQG.